# 콥테보역
콥테보역(러시아어: Коптево)은 모스크바 지하철 모스크바 중앙 순환선의 역이다. 이 역은 역이 위치한 모스크바의 콥테보 구역의 지명에서 따온 것이다.